# 4月20日
4月20日是公历一年中的第110天（闰年第111天），离全年的结束还有255天。

## 大事记

### 20世紀以前
- 1303年：教宗波尼法爵八世發佈教宗詔書而建立現在的義大利羅馬大學，這也是今日歐洲地區最大的大學之一。
- 1535年：在瑞典斯德哥爾摩上空觀察到的幻日激發了人們創作《幻日之畫》這幅最古老的城市彩色畫的靈感。
- 1653年：英格兰将领奥立佛·克伦威尔以武力解散残缺议会，其后亲自圈定代表组成小议会。
- 1792年：法兰西第一共和国国民立法议会对哈布斯堡君主国宣战，法国大革命战争爆发。
- 1862年：法国化学家路易·巴斯德和生理学家克洛德·贝尔纳完成首次巴斯德消毒法实验。

### 20世紀
- 1912年：位於美國麻薩諸塞州首府波士頓的芬威球場正式啟用，成為現今美國職棒大聯盟所使用最古老的棒球場。
- 1945年：美軍攻陷德国莱比锡。
- 1946年：“英美調查委員會”提出《關於解決巴勒斯坦問題的決議》，批准10萬犹太人遷入巴勒斯坦。
- 1948年：中華民國舉行第一任總統、副總統選舉，蔣中正、李宗仁分別當選總統、副總統。
- 1949年：北京电影制片厂成立。
- 1949年：中國國民黨中央常務委員會發表聲明，拒絕接受《國內和平協定》。
- 1949年：中国共产党發動渡江战役，突破长江天險。
- 1949年：发生紫石英号事件。
- 1959年：全世界首條高速鐵路東海道新幹線在新丹那隧道東側舉行開工儀式，正式開始建設。
- 1968年：英國國會議員以諾·鮑威爾發表爭議性的血河演說以反對外來移民和歧視法案，這使得其在影子內閣的國防大臣職務遭到革除。
- 1968年：南非航空228號班機從納米比亞溫荷克起飛後不久墜毀，造成123人死亡。
- 1974年：中华人民共和国與加蓬共和國建交。
- 1974年：香港賽馬會開設首六間場外投注站。
- 1978年：大韩航空902号班机因为误入苏联领空而遭到苏联空军的攻击，被迫在莫曼斯克州紧急降落。
- 1984年：英國外相賀維在香港召開記者招待會宣佈英國將於1997年放棄對香港的管治。
- 1999年：中国宁夏回族自治区银川市发生特大袭警爆炸案，造成4名警察死亡。
- 1999年：埃里克·哈里斯和迪伦·克莱伯德在美国科伦拜高中发动枪击案，造成13人死亡。

### 21世紀
- 2003年：马来西亚首相马哈迪·莫哈末取代南非总统塔博·姆贝基成为不结盟运动秘书长。
- 2003年：中华人民共和国卫生部公布中國內地感染SARS個案大增至超過1800人，死亡人數79人。
- 2004年：新加坡一條通往尼誥大道地鐵站的未完成隧道發生坍塌，造成4人死亡，捷運站被迫遷移。
- 2010年：隶属于英国石油公司的深海石油平台深水地平线发生井喷并引发漏油事故，造成11人死亡、17人受伤。
- 2012年：巴基斯坦博雅航空213號班機於降落伊斯兰堡贝娜齐尔·布托国际机场時墜毀，機上121名乘客及6名機組員全數罹難。
- 2013年：中华人民共和国四川省雅安市芦山县发生了里氏地震規模7.0级的地震。
- 2020年：歷史上第一次，油價跌破零。
- 2021年：美國國家航空航天局所屬的毅力號火星探測器成功將取自火星大氣的二氧化碳轉化成氧，成為首次於地球以外天體上的首次人工製氧。
- 2023年：混合食，該日食自毛裡求斯開始至南亞地區可見日全食。之後自月球繞著地球軌道自西向東公轉，由南亞地區至太平洋國際日期變更線以西為日環食。

## 出生

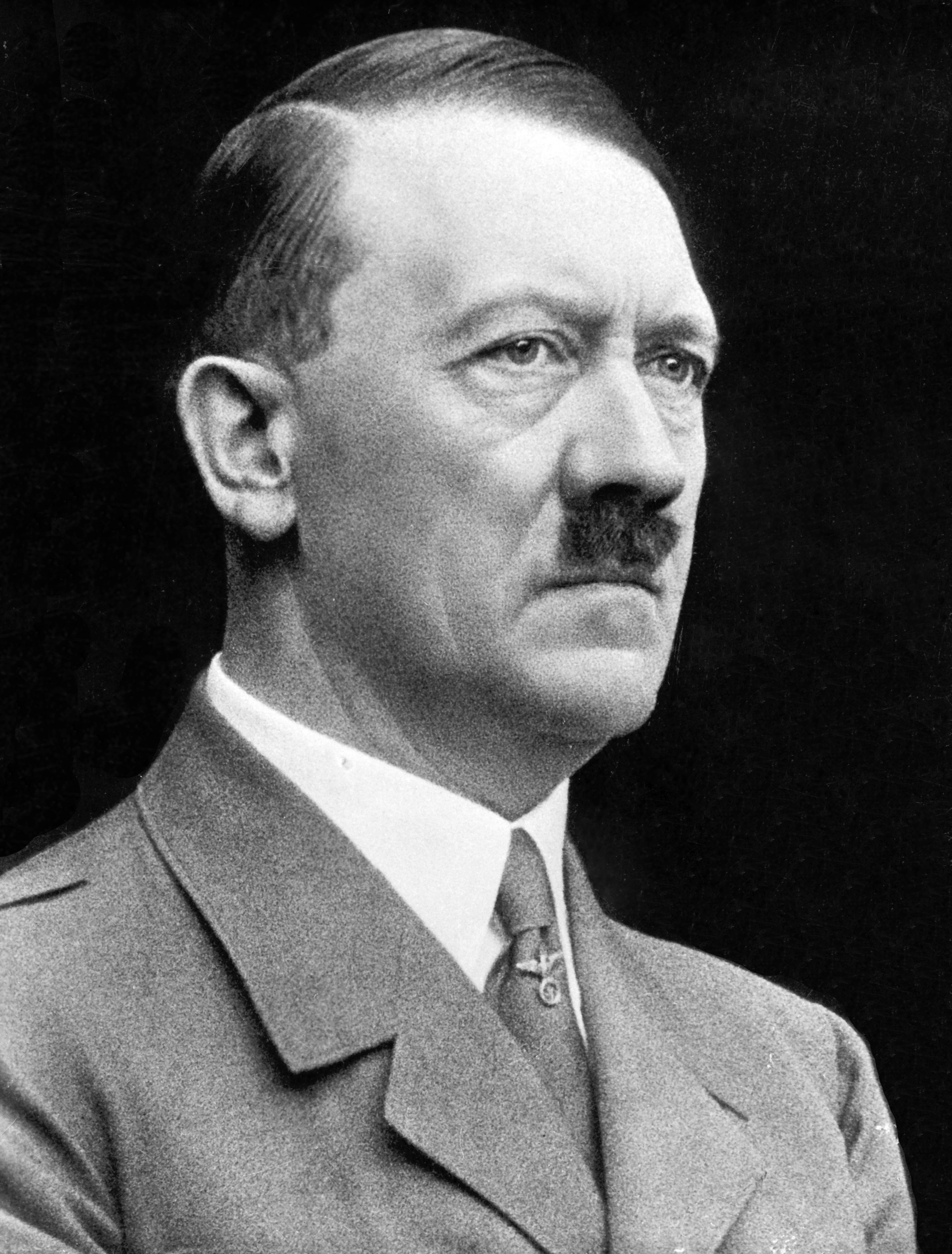
阿道夫·希特勒，1933至1945年德國元首兼總理

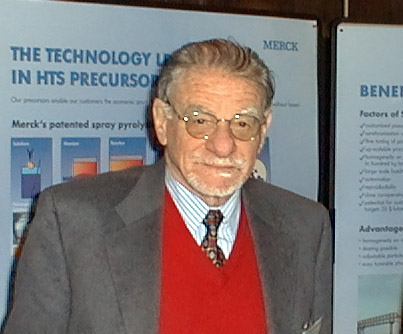
卡爾·米勒

- 429年：祖冲之，中國古代数学家（500年逝世）
- 570年：穆罕默德，阿拉伯伊斯兰教創始人（632年逝世）
- 1633年：後光明天皇，日本第110代天皇（1654年逝世）
- 1808年：拿破崙三世，法兰西第二帝国皇帝（1873年逝世）
- 1818年：阿爾布雷希特·馮·施托施，德國將領（1896年逝世）
- 1849年：尼古拉·涅鮑加托夫，俄羅斯帝國海軍將領（1922年逝世）
- 1859年：文森佐·塞魯利，義大利天文學家（1927年逝世）
- 1867年：喬治·哈德遜，紐西蘭昆蟲學家、天文學家（1946年逝世）
- 1888年：高橋伊望，日本海軍軍官（1947年逝世）
- 1889年：阿道夫·希特勒，德國政治人物，納粹德國元首（1945年逝世）
- 1893年：祖安·米羅，加泰羅尼亞超现实主义畫家、雕塑家（1983年逝世）
- 1893年：艾德納·帕克，美國超級人瑞（2008年逝世）
- 1901年：梁思成，中國建築史學家、建築師、城市規劃師、教育家（1972年逝世）
- 1911年：陈梦家，中國现代考古学家、古文字学家（1966年逝世）
- 1927年：卡尔·米勒，瑞士物理學家，1987年诺贝尔物理学奖得主（2023年逝世）
- 1930年：陸端，香港副財政司、大埔理民官（2019年逝世）
- 1933年：關山，香港演員（2012年逝世）
- 1937年：喬治·武井，日裔美國男演員
- 1938年：瓊瑤，臺灣言情小說家（2024年逝世）
- 1938年：貝蒂·卡思伯特，澳洲女子田徑運動員（2017年逝世）
- 1939年：馬希雅·安吉爾，美國醫師、作家
- 1941年：，美國男演員（2023年逝世）
- 1942年：卡西米爾·奧耶-姆巴，加彭政治人物，前任加彭總理（2021年逝世）
- 1945年：登盛，缅甸政治人物，第8任缅甸总统
- 1948年：芭比塔，印度女演員
- 1948年：保羅·米爾格龍，美國經濟學家，2020年諾貝爾經濟學獎得主
- 1949年：托勒·克蘭斯頓，加拿大男子花式滑冰運動員（2015年逝世）
- 1949年：潔西卡·蘭芝，美國女演員
- 1955年：奚美娟，中國女演員
- 1955年：唐納德·佩蒂特，美國太空人、工程師
- 1955年：斯萬特·帕博，瑞典生物學家、遺傳學家，2022年諾貝爾生理學或醫學獎得主
- 1959年：穆罕默德·巴爾金多，奈及利亞政治人物（2022年逝世）
- 1959年：黃毅瑜，華裔美國監製、編劇、導演
- 1960年：川原由美子，日本漫畫家
- 1960年：米格尔·迪亚斯-卡内尔，古巴政治人物，現任古巴共產黨中央委員會第一書記
- 1964年：高智晟，中國人權律師
- 1964年：安迪·瑟克斯，英國男演員
- 1964年：基斯賓·高化，美國男演員
- 1964年：維利亞姆·卡托尼維爾，斐濟酋長、政治人物，現任斐濟總統
- 1965年：島宮榮子，日本女性歌手
- 1967年：山崎麻里，日本漫畫家
- 1969年：菲利克斯·保加拿，奧地利男子跳傘運動員（2025年逝世）
- 1969年：齊亞烏丁·優素福扎伊，巴基斯坦社會活動家
- 1970年：薛馬·摩爾，美國男演員
- 1972年：彭佳慧，台灣女歌手
- 1972年：卡門·伊萊克特拉，美國女演員
- 1973年：赵之璧，台灣女歌手
- 1973年：楊瑞代，台灣男歌手、南拳媽媽前成員
- 1973年：拉蒙德·穆雷，美國篮球运动員
- 1978年：克雷恩·柯洛佛，美國男演員
- 1981年：Huke，日本插畫家
- 1983年：米蘭達·凱爾，澳大利亚模特兒
- 1983年：谭·法兰斯，英国时尚设计师和电视名人
- 1984年：白家綺，台灣女演員
- 1988年：王士維，台灣知名YouTuber團體這群人TGOP成員
- 1989年：徐嘉葦，中國男演員
- 1989年：許藝娜，中國女歌手
- 1989年：陳孜昊，台灣YouTuber、喜劇演員
- 1990年：鹿晗，中國男演員、歌手，原EXO、EXO-M成員
- 1990年：東岡凱爾，美國職業棒球運動員
- 1991年：瑪麗克·盧卡斯·莉涅維德，荷蘭作家
- 1994年：蒲熠星，中國男藝人
- 1996年：安娜·達尼西，義大利女子排球運動員
- 1997年：劉雨昕，中國女子偶像團體THE9成員
- 1997年：池秀娟，韓國女子偶像團體Weki Meki隊長
- 1997年：亞歷山大·兹維列夫，德国網球選手
- 1998年：菲利克斯·馬拉德，澳大利亞男演員、音樂人、模特
- 1999年：法比奧·夸特拉羅，法國世界摩托車錦標賽車手
- 2002年：朴綜星，韓國男子偶像團體ENHYPEN成員
- 2004年：進藤天音，日本女性聲優、歌手

## 逝世
- 888年：唐僖宗李儇，唐朝皇帝（862年出生）
- 1099年：彼得·巴塞洛繆，法國士兵、神秘主義者（生年不詳）
- 1314年：教宗克勉五世，羅馬主教（1264年出生）
- 1786年：约翰·古德利克，英国聋哑天文学家（1764年出生）
- 1869年：卡尔·勒韦，德國作曲家、歌唱家（1796年出生）
- 1881年：威廉·伯吉斯，英國建築師、設計師（1827年出生）
- 1883年：威廉·彼得斯，德國博物學家、探險家（1815年出生）
- 1912年：伯蘭·史杜克，愛爾蘭小說家，《德古拉》作者（1847年出生）
- 1929年：普魯士的海因里希，德國海軍元帥（1862年出生）
- 1931年：科斯莫·達夫-戈登爵士，蘇格蘭地主、運動員，鐵達尼號生還者（1862年出生）
- 1932年：朱塞佩·皮亞諾，義大利數學家、邏輯學家、語言學家（1858年出生）
- 1935年：達夫-戈登夫人露西，英國時裝設計師，鐵達尼號生還者（1863年出生）
- 1947年：克里斯蒂安十世，丹麥國王（1870年出生）
- 1948年：米內光政，日本政治人物，第37任日本內閣總理大臣（1880年出生）
- 1964年：奧古斯特·桑德，德國攝影師，被譽為「德國人性的見證者」（1876年出生）
- 1968年：索拉亚·塔齐，阿富汗王后（1899年出生）
- 1996年：朱屺瞻，中國画家。（1892年出生）
- 2000年：葉永鋕，台灣國中學生，其死亡事件對台灣性平教育造成廣大影響（1985年出生）
- 2003年：伯納德·卡茨，德國裔英國生物物理學家，1970年諾貝爾生理學或醫學獎得主（1911年出生）
- 2003年：寶詠琴，香港女性亿万富豪、名媛，劉鑾雄原配（1954年出生）
- 2013年：黃文永，新加坡男演員（1952年出生）
- 2016年：柴娜，美國職業摔角手、演員、魅力攝影模特、健美運動員、色情電影演員（1969年出生）
- 2017年：科喬·萊恩，迦納小說家、詩人（1946年出生）
- 2018年：艾維奇，瑞典音乐制作人、DJ（1989年出生）
- 2021年：伊德里斯·德比，乍得政治人物，（1952年出生）
- 2024年：格迪米納斯·基爾基拉斯，立陶宛政治人物，第13任立陶宛總理（1951年出生）

## 节假日和习俗
- 聯合國中文日
- 巴哈伊信仰：里茲萬節
- 中華民國：性別平等教育日
- 美国：420大麻日